# Orthoceras regulare
L'ortocerato (Orthoceras regulare) è un mollusco Nautiloide estinto, fossile dell'Ordoviciano medio. I suoi resti sono stati ritrovati in Estonia, Lituania, Svezia, Bielorussia, Italia (Sardegna) e Ucraina. Storicamente, tuttavia, il nome Orthoceras è stato applicato erroneamente a una quantità di fossili di nautiloidi a forma conica, provenienti da ogni parte del mondo.

## Descrizione
La conchiglia di questo animale era allungata e stretta, dotata di una strozzatura nel mezzo della camera corporea. La superficie era ornata da una rete di disegni complessi, tipici dei molluschi nautiloidi. Molte specie simili sono attualmente classificate nel genere Michelinoceras.

## Assembramenti fossili
Molti fossili di ortocerato e di forme affini vengono abitualmente rinvenuti in assembramenti tali da formare lo strato roccioso. Sulla base di studi riguardanti la distribuzione e la taglia delle conchiglie, alcuni scienziati hanno ipotizzato che questi assembramenti fossero conseguenze di morti di massa, come avviene attualmente in molti cefalopodi (anche se non nei nautili). Questa ipotesi non ha però convinto del tutto la maggior parte degli studiosi e lascia aperte ulteriori possibilità. Fossili di questo tipo sono comuni soprattutto in terreni dell'Ordoviciano, ma si estendono anche in rocce del Devoniano; esempi ben conosciuti si rinvengono in Marocco, in Scandinavia, nell'arco alpino e nell'Iowa (Usa).